# R. B. 베넷
제1대 베넷 자작 리처드 베드퍼드 베넷(Richard Bedford Bennett, 1st Viscount Bennett, 1870년 7월 3일~1947년 6월 26일)은 캐나다의 변호사이자 정치인이다.

## 생애

루스벨트를 만난 베닛

뉴브런즈윅주 호프웰 케이프 근처에서 출생. 변호사가 될 꿈을 꾸며 자라오면서, 성공적인 사업가가 되었다. 1911년 국회에 선출되어, 입법부에 들어갔다. 1917년 정부를 떠났으나, 1925년 국민들은 그를 국회에 복귀시키는 데 찬성하는 투표를 하였다. 1927년 보수당의 당수로 임명되었다.
몇년 후에 전 세계로 번져간 경제대공황이 닥쳐와, 캐나다의 많은 회사들이 문을 닫고 실업자가 속출하는 현상이 생겼다. 1930년에 실시된 총선에서 보수당이 압승하여 총리가 되었다. 총리로서 가장 중요한 활동은 캐나다 은행의 설립이었다. 캐나다 은행은 국내에서 다른 은행들이 어떻게 운영을 하느냐에 관한 규칙을 세우고, 캐나다의 지폐를 공급하는 데 책임이 있었다. 또한 대공황을 끝내기 위한 캐나다식 뉴딜 정책을 세워 국내에서 국민들이 비지니스를 경영할 수 있던 방향의 변함을 만들었다. 그러나 어떤 국민들은 이런 변함들은 회사의 나쁜 점으로 생각하였다.
1935년 총선에서 보수당이 패하여, 총리직을 사임하였다. 1938년 의원 직을 사임하고, 영국으로 이주하였다. 1941년 영국 자작작위를 받고, 상원 의원이 되었다.
1947년 6월 26일 서리주의 메클햄에서 사망하였다.

## 역대 선거 결과
| 선거명      | 직책명                          | 대수 | 정당   | 득표율 | 득표수   | 결과 | 당락                        |
| ----------- | ------------------------------- | ---- | ------ | ------ | -------- | ---- | --------------------------- |
| 1911년 선거 | 하원의원 (캘거리 선거구)        | 12대 | 보수당 | 58.15% | 7,671표  | 1위  | 캘거리 하원의원 당선        |
| 1921년 선거 | 하원의원 (캘거리 웨스트 선거구) | 14대 | 보수당 | 45.75% | 7,353표  | 2위  | 낙선                        |
| 1925년 선거 | 하원의원 (캘거리 웨스트 선거구) | 15대 | 보수당 | 62.94% | 10,256표 | 1위  | 캘거리 웨스트 하원의원 당선 |
| 1926년 선거 | 하원의원 (캘거리 웨스트 선거구) | 16대 | 보수당 | 57.92% | 8,951표  | 1위  | 캘거리 웨스트 하원의원 당선 |
| 1930년 선거 | 하원의원 (캘거리 웨스트 선거구) | 17대 | 보수당 | 70.22% | 13,883표 | 1위  | 캘거리 웨스트 하원의원 당선 |
| 1930년 선거 | 하원의원 (캘거리 웨스트 선거구) | 17대 | 보수당 | 61.38% | 4,482표  | 1위  | 캘거리 웨스트 하원의원 당선 |
| 1935년 선거 | 하원의원 (캘거리 웨스트 선거구) | 18대 | 보수당 | 50.35% | 9,172표  | 1위  | 캘거리 웨스트 하원의원 당선 |